# Irit Kaplan
Pour les articles homonymes, voir Kaplan.
Irit Kaplan, née le 27 juillet 1973 à Bat Yam (Israël), est une actrice israélienne.
Elle est lauréate du prix Ophir de la meilleure actrice principale en 2009.

## Biographie
Irit Kaplan étudie au lycée Shazar de Bat Yam dans le département de théâtre de Zehava Mazur.
En 1998, elle termine trois ans d'études de théâtre dans le 6e cycle de l'école de théâtre de Beit Zvi.
En 2021, Irit Kaplan tient un des rôles principaux, celui de Merkada Ermoza, dans la série télévisée La Belle de Jérusalem dont l'action se passe à Jérusalem lors de l'entre-deux-guerres. Cette série est adaptée du livre The Beauty Queen of Jerusalem de Sarit Yishai-Levi.
Elle est mariée au photographe Nitai Netzer (ניתאי נצר), vit à Ramat Gan et est mère d'un fils et d'une fille.

## Au théâtre (liste partielle)
- 1998 : Le Lion, la Sorcière blanche et l'Armoire magique : la sorcière  — mise en scène de Glenn Robbins d'après le livre de C. S. Lewis.
- 1999 : How the Other Half Loves (en) d'Alan Ayckbourn : Teresa  — mise en scène par Mitko Bozkov.
- 2000 : Joseph and the Amazing Technicolor Dreamcoat d'Andrew Lloyd Webber et Tim Rice : Zouleïkha, la femme de Potiphar  — mise en scène par Moshe Kaptan.
- 2000 : Le Songe d'une nuit d'été de Shakespeare : Titania  — mise en scène par Ido Ricklin, pièce jouée au Théâtre national de Weimar (Allemagne), en collaboration avec le théâtre Cameri.
- 2001 : Comme il vous plaira de Shakespeare : Audrey  — au théâtre Cameri, mise en scène par Omri Nitzan.
- 2002 : Nain Tracassin d'Abraham Shlonsky : courtisan  — comédie musicale mise en scène par Roni Pinkovich d'après la pièce originale mise en scène par Yossi Yizraeli.
- 2003 : Un chapeau de paille d'Italie d'Eugène Labiche et Marc-Michel : Clara  — mise en scène par Mitko Bozkov.
- 2006 : La Puce à l'oreille de Georges Feydeau : Antoinette  — adaptation par Dori France (he), mise en scène par Omri Nitzan.
- 2011 : Cabaret, comédie musicale de Joe Masteroff : Kost  — mise en scène par Omri Nitzan.
- 2014 : Ivanov d'Anton Tchekhov : Zozushka  — mise en scène par Arthur Kogan.
- 2015 : L'Opéra de quat'sous de Bertolt Brecht : Mme Peacham  — au théâtre Cameri.
- 2017 : Les Sorcières de Salem d'Arthur Miller : Elizabeth Proctor  — mise en scène par Gilad Kimchi au théâtre Cameri.
- 2023 : Angels in America  — au théâtre Cameri.

## Filmographie partielle

### Au cinéma
- 2009 : Sumô d'Erez Tadmor et Sharon Maymon : Zehava (prix Ophir de la meilleure actrice principale)
- 2012 :  Bruchim Habayim ve... Mishtatfim Betzaarchem : le greffier parlant un peu russe (court métrage)
- 2012 :  Haolam Mats'hik : Sharona
- 2014 :  Apples from the Desert : Sara
- 2016 :  Saving Neta de Nir Bergman : Miri
- 2016 :  Lev shaket meod (לב שקט מאוד) d'Eitan Aner : Jehudit
- 2017 : Foxtrot : Woman in the rain
- 2020 :  Mariées... ou presque : Ora Shalev
- 2022 :  Matchmaking : Malki

### À la télévision

#### Séries télévisées
- 2006 :  Rosh Gadol : Havatzelet (1 épisode)
- 2006-2009 : Ha-Alufa (he) : Yafit / Ovad Chavia (5 épisodes)
- 2012 :  Zanzouri : Chani Zanzouri (2 épisodes)
- 2014-2017 :  Metim LeRega : Aliza (52 épisodes)
- 2014-2018 : Shchuna (he) : Ilana / Ilana Farkash (61 épisodes)
- 2016 : Hostages : Smadar (5 épisodes ; sur Channel 10 et Netflix).
- 2016 :  Sabri Maranan : Anat, l'ex-fiancée de Shay (Dvir Benedek) (2 épisodes)
- 2017 :  Sirènes : Teacher Noya (3 épisodes)
- 2019 : Tik Needar (he) (The Missing File) : Ilana (7 épisodes)
- 2021-2023 : La Belle de Jérusalem : Merkada Ermoza (26 épisodes)
- 2022 : The Lesson (en) (Zehu Ze) : Keren (6 épisodes)

## Distinctions
- 2009 : prix Ophir de la meilleure actrice pour son rôle de Zehava dans Sumô d'Erez Tadmor et Sharon Maymon
- 2021 : Television Academy Award (en) de la meilleure actrice dans une série dramatique pour son rôle de Merkada Ermoza dans La Belle de Jérusalem